# José Benardete
José Amado Benardete (1928 - 2016) fue un filósofo estadounidense y profesor emérito de Filosofía en la Universidad de Syracuse. Es hijo de Maír José Benardete y hermano de Seth Benardete y Diego Benardete, profesor de matemáticas en la Universidad de Hartford. Benardete es conocido por sus obras sobre metafísica .

## Libros
- Greatness of Soul in Hume, Aristotle and Hobbes (Cambridge Scholars Publishing, 2013)
- Metaphysics: The Logical Approach (Oxford University Press, 1989)
- Infinity: An Essay in Metaphysics (Oxford University Press, 1964)